# Кашамбу-ду-Сул
Кашамбу-ду-Сул (порт. Caxambu do Sul) — муниципалитет в Бразилии, входит в штат Санта-Катарина. Составная часть мезорегиона Запад штата Санта-Катарина. Входит в экономико-статистический микрорегион Шапеко. Население составляет 4743 человека на 2006 год. Занимает площадь 140,578 км². Плотность населения — 33,7 чел./км².
Праздник города — 14 декабря.

## История
Город основан 14 декабря 1962 года.

## Статистика
- Валовой внутренний продукт на 2003 составляет 59.666.987,00 реалов (данные: Бразильский институт географии и статистики).
- Валовой внутренний продукт на душу населения на 2003 составляет 11.978,92 реалов (данные: Бразильский институт географии и статистики).
- Индекс развития человеческого потенциала на 2000 составляет 0,738 (данные: Программа развития ООН).